# Miroslav Oborník
Miroslav Oborník (* 2. května 1967 Sušice) je český biolog a vysokoškolský pedagog. Od roku 2022 je ředitelem Parazitologického ústavu, Biologického centra Akademie věd ČR. V roce 2014 byl jmenován profesorem v oboru molekulární a buněčná biologie na Přírodovědecké fakultě Jihočeské univerzity v Českých Budějovicích. Zabývá se evolucí prvoků a řas, je spoluobjevitelem chromeridních řas, fotosyntetických předchůdců výtrusovců, nebezpečných parazitů živočichů včetně člověka, kteří jsou původci například malárie (Plasmodium spp.) nebo toxoplasmózy (Toxoplasma gondii).

## Biografie
Miroslav Oborník se narodil 2. května 1967 v Sušici. Po absolvování Gymnázia v Sušici studoval na Vysoké škole zemědělské v Praze, Agronomické fakultě v Českých Budějovicích (později Zemědělská fakulta Jihočeské univerzity v Českých Budějovicích), kde získal v roce 1995 PhD v oboru Ochrana rostlin. Postdoktorský pobyt absolvoval v letech 1997-2000 na Parazitologickém ústavu AVČR v laboratoři profesora Julia Lukeše. V letech 2002-2003 pracoval na Univerzitě v Britské Kolumbii (UBC) ve Vancouveru (Kanada) v laboratoři profesorky Beverley R. Greenové na anotaci prvního sekvenovaného genomu rozsivky. Rozsivky se staly jedním z jeho stěžejních témat. Ve spolupráci s profesorem Andrew E. Allenem ze San Diega v USA se podílel na řadě důležitých objevů na těchto řasách, jako byl například močovinový cyklus u rozsivek , objev fytotransferrinů, proteinů odpovědných za asimilaci labilního železa rozsivkami  nebo popis genů pro syntézu kyseliny domoové, neuorotoxinu produkovaného rozsivkou Pseudo-nitzschia multiseries, nebezpečného pro člověka a devastujícího populace lachtanů v Kalifornii. V roce 2008 pak publikoval spolu s Robertem B. Moorem se Sydney zásadní objev řasy Chromera velia, nejbližšího příbuzného výtrusovců. Od roku 2000 vede Laboratoř evoluční protistologie na Parazitologickém ústavu BC AVČR a od roku 2022 je ředitelem tohoto ústavu. 
V roce 2018 byl oceněn Cenou Akademie věd za mimořádné výsledky výzkumu, vývoje a inovací. 

### Koníčky
V letech 2000-2019 byl kytaristou v hudební skupině Smutný Karel.